# Гурова Марія Олександрівна
Марія Олександрівна Гурова (рос. Мария Александровна Гурова; нар. 16 квітня 1989, Єгор'євськ, Московська область) — російська борчиня вільного стилю, чемпіонка та триразова бронзова призерка чемпіонатів Європи, дворазова срібна призерка Кубків світу. Заслужений майстер спорту з вільної боротьби.

## Життєпис
Боротьбою почала займатися з 2000 року. У 2006 році стала чемпіонкою Європи серед кадетів. Того ж року досягла такого ж успіху на юніорській євпропейській першості. У 2009 стала дворазовою чемпіонкою Європи серед юніорів.
У збірній команді Росії з 2010 року.
Виступає за ЦОВЗ (Московська область), СДЮСШОР (Єгорьєвськ). Тренер — Олег Чернов.
Чемпіонка Росії (2010 2017 — до 55 кг; 2014 року — до 53 кг). Срібна (2012 — до 55 кг) і бронзова (2013 — до 55 кг) призерка чемпіонатів Росії.

## Спортивні результати на міжнародних змаганнях

### Виступи на Чемпіонатах світу
| Змагання                        | Збірна | Вагова категорія          | Місце |
| ------------------------------- | ------ | ------------------------- | ----- |
| Чемпіонат світу з боротьби 2010 | Росія  | жіноча боротьба, до 55 кг | 5     |
| Чемпіонат світу з боротьби 2011 | Росія  | жіноча боротьба, до 55 кг | 5     |
| Чемпіонат світу з боротьби 2012 | Росія  | жіноча боротьба, до 55 кг | 10    |
| Чемпіонат світу з боротьби 2017 | Росія  | жіноча боротьба, до 55 кг | 7     |

### Виступи на Чемпіонатах Європи
| Змагання                         | Збірна | Вагова категорія          | Місце  |
| -------------------------------- | ------ | ------------------------- | ------ |
| Чемпіонат Європи з боротьби 2011 | Росія  | жіноча боротьба, до 55 кг | Бронза |
| Чемпіонат Європи з боротьби 2012 | Росія  | жіноча боротьба, до 55 кг | Бронза |
| Чемпіонат Європи з боротьби 2014 | Росія  | жіноча боротьба, до 53 кг | Золото |
| Чемпіонат Європи з боротьби 2018 | Росія  | жіноча боротьба, до 55 кг | Бронза |

### Виступи на Кубках світу
| Змагання                    | Збірна | Вагова категорія          | Місце  |
| --------------------------- | ------ | ------------------------- | ------ |
| Кубок світу з боротьби 2012 | Росія  | жіноча боротьба, до 55 кг | 8      |
| Кубок світу з боротьби 2014 | Росія  | жіноча боротьба, до 53 кг | Срібло |
| Кубок світу з боротьби 2015 | Росія  | жіноча боротьба, до 53 кг | Срібло |
| Кубок світу з боротьби 2017 | Росія  | команда                   | 5      |

### Виступи на інших змаганнях
| Змагання                                       | Збірна | Вагова категорія          | Місце  |
| ---------------------------------------------- | ------ | ------------------------- | ------ |
| Гран-прі Німеччини з боротьби 2009             | Росія  | жіноча боротьба, до 55 кг | Бронза |
| Відкритий чемпіонат Польщі з боротьби 2011     | Росія  | жіноча боротьба, до 55 кг | Золото |
| Золотий Гран-прі з боротьби 2012 (Красноярськ) | Росія  | жіноча боротьба, до 55 кг | Бронза |
| Відкритий чемпіонат Польщі з боротьби 2012     | Росія  | жіноча боротьба, до 55 кг | Золото |
| Міжнародний турнір Олімпія 2013                | Росія  | жіноча боротьба, до 55 кг | Золото |
| Меморіал Вацлава Циолковського 2013            | Росія  | жіноча боротьба, до 59 кг | 14     |
| Гран-прі «Іван Яригін» 2014                    | Росія  | жіноча боротьба, до 53 кг | Золото |
| Klippan Lady Open 2014                         | Росія  | жіноча боротьба, до 53 кг | Золото |
| Відкритий чемпіонат Польщі з боротьби 2014     | Росія  | жіноча боротьба, до 53 кг | Бронза |
| Відкритий чемпіонат Польщі з боротьби 2015     | Росія  | жіноча боротьба, до 53 кг | 16     |
| Кубок Алроси 2015                              | Росія  | жіноча боротьба, до 53 кг | Золото |
| Золотий Гран-прі з боротьби 2015               | Росія  | жіноча боротьба, до 53 кг | 17     |
| Гран-прі «Іван Яригін» 2016                    | Росія  | жіноча боротьба, до 53 кг | Бронза |
| Klippan Lady Open 2016                         | Росія  | жіноча боротьба, до 53 кг | 10     |
| Чемпіонат Росії з боротьби 2017                | Росія  | жіноча боротьба, до 55 кг | Золото |
| Гран-прі Іспанії з боротьби 2017               | Росія  | жіноча боротьба, до 55 кг | Срібло |
| Гран-прі Іспанії з боротьби 2018               | Росія  | жіноча боротьба, до 55 кг | 5      |
| Чемпіонат Росії з боротьби 2018                | Росія  | жіноча боротьба, до 55 кг | Срібло |
| Турнір Олександра Медведя 2018                 | Росія  | жіноча боротьба, до 55 кг | Срібло |
| Чемпіонат Росії з боротьби 2019                | Росія  | жіноча боротьба, до 57 кг | Срібло |
| Гран-прі Іспанії з боротьби 2019               | Росія  | жіноча боротьба, до 55 кг | Золото |
| Відкритий чемпіонат Польщі з боротьби 2019     | Росія  | жіноча боротьба, до 55 кг | Золото |

### Виступи на змаганнях молодших вікових груп
| Змагання                                       | Збірна | Вагова категорія          | Місце  |
| ---------------------------------------------- | ------ | ------------------------- | ------ |
| Чемпіонат Європи з боротьби серед кадетів 2006 | Росія  | жіноча боротьба, до 56 кг | Золото |
| Чемпіонат Європи з боротьби серед юніорів 2006 | Росія  | жіноча боротьба, до 55 кг | Золото |
| Чемпіонат Європи з боротьби серед юніорів 2009 | Росія  | жіноча боротьба, до 55 кг | Золото |
| Чемпіонат світу з боротьби серед юніорів 2009  | Росія  | жіноча боротьба, до 55 кг | 8      |